# Moraga
La moraga (Helvella spadicea) és una espècie de fong ascomicot de l'ordre dels pezizals (Pezizales). És un bolet comestible semblant a l'orella de gat blanca (Helvella crispa) però de barret bru fosc.